# Яндыко-Мочажный улус
Яндыко-Мочажный улус — административно-территориальная единица, существовавшая в Астраханской губернии и Калмыцкой автономной области.
Калмыки Яндыковского улуса и зимой и летом оставались на северо-западном берегу Каспия и по берегам ильменей дельты Волги. До 2 тыс. кибиток калмыков разных улусов располагались в так называемых Мочагах на берегу моря. Эти «мочажные» калмыки в дальнейшем влились в Яндыковский улус, получивший название Яндыко-Мочажного.

## История
Некоторое время Яндыковский улус составлял один наследственный удел с Икицохуровским улусом. Когда в 1793 году умерла владелица Яндыковского улуса Битюка, улус этот остался на попечении зайсангов. Решение о судьбе улуса было принято только Государственным Советом 12 июля 1816 года. Согласно ему владельцем улуса был утверждён Санжи-Убаши, владелец Икицохуровского улуса. Впоследствии объединённый Икицохуровско-Яндыковский улус передавался по наследству. После смерти нойона Церен-Арши пресеклась старшая линия Икицохуровских нойонов. В 1844 году в Правительствующем Сенате было принято специальное решение об отчислении в Казённое ведомство Яндыковского и Икицохуровского улуса
Особенностью Яндыко-Мочажного улуса являлся род занятий жителей. Здесь поселилась особая группа обедневших калмыков-торгутов, перешедших от скотоводства к ловле и обработке рыбы («камышовые», или «лиманные» тургуты).
По данным 1896 года в улусе числилось 7068 кибиток, проживало 14706 лиц мужского и 12977 лиц женского пола, а всего 27683 душ. В начале XX века калмыки улуса стали активно переходить к оседлости. К 1914 году в Яндыко-Мочажном улусе возникли посёлки Бергете, Малый Яр-базар, Марсым, Шумулдук, Забурунный, Тропишка, Карантинный, Джурук, Гахата, Керя, Баста, Тарани-Толга, Митря, Буятин-Толга, ставка Долбан.
Улус сохранился и в составе Калмыцкой автономной области. Был ликвидирован в 1930 году в связи с утверждением нового административно-территориального деления Калмыкии.

## Население
Динамика численности населения
| 1896  | 1904  |
| ----- | ----- |
| 27683 | 29362 |

## Аймачное деление
Согласно Памятной книжке Астраханской губернии на 1914 год Яндыко-Мочажный улус объединял 7 аймаков:
- Ики-Багутовский;
- Багутовский;
- Харахусовский;
- Долбанский;
- Батутовский;
- Бага-Цатановский;
- Багацохуровский.